# Jaroslav Pošvář
Jaroslav Pošvář (1. října 1900 Brno – 19. února 1984 Brno) byl český numismatik a profesor správního práva na Právnické fakultě Masarykovy univerzity.

## Život a působení
Absolvoval české státní gymnázium v Brně, poté se zapsal na Právnickou fakultu Masarykovy univerzity, kde v roce 1924 získal titul doktora práv. Současně také dva semestry studoval sociologii a filosofii na Filosofické fakultě MU. Poté působil jako konceptní úředník u zemské školní rady a v různých odděleních zemského úřadu v Brně. Po složení politické ustanovovací zkoušky byl koncipistou u okresního úřadu Brno-venkov, od roku 1930 byl přeložen jako vrchní ministerský komisař k ministerstvu vnitra v Praze, kde následně povýšil na odborového radu a na konci 30. let na vrchního odborového radu. Ze zájmu o právo akciových společností vyústila např. monografie Akciová společnost (1933), poté se však začal intenzivně věnovat správnímu právu trestnímu, v němž se také v roce 1937 habilitoval na brněnské právnické fakultě. Napsal např. první díl Nástinu správního práva trestního (1936, druhý díl 1946) a Správní trestní právo a řízení v judikatuře nejvyššího správního soudu (1937), jeho pedagogická činnost však neměla dlouhého trvání, protože v protektorátním období byly české vysoké školy uzavřeny. Pošvář proto zůstal úředníkem na ministerstvu vnitra.
Ihned po válce byl ale na své alma mater jmenován řádným profesorem nauky správní a československého práva správního a vydal významnou monografii Obecné pojmy správního práva (1946) nebo studii Organisace veřejné správy (1947). Jedno funkční období byl i děkanem fakulty. Po jejím zrušení v roce 1950 přešel do Slovanského ústavu ČSAV, kde se začal odborně zajímat o numismatiku, především na Moravě a ve Slezsku, a regální práva. Hojně publikoval, kromě řady článků v odborných časopisech např. vědecké dílo Měna v českých zemích (od 10. do počátku 20. století) a v tomto oboru přednášel i v zahraničí. Za svou činnost obdržel mnohá ocenění. V roce 1961 odešel do důchodu, ale po obnovení právnické fakulty v roce 1969 se na ni krátce vrátil a byl zde vedoucím katedry správního práva. Věnoval se také přípravě nového státoprávního uspořádání. V roce 1970 získal vědeckou hodnost kandidáta historických věd. I po druhém odchodu do důchodu dále publikoval a byl ještě jistý čas členem fakultní vědecké rady.